# Општина Микра
Општина Микра (грч: Δήμος Μίκρας) некад општина у саставу Округа Солун, на периферији Средишња Македонија и историјској покрајини Егејској Македонији, у северној Грчкој, данас, по имплементацији програма Каликратис, општина Микра је укинута, и као нова општинска јединица, а не општина, ушла у састав велике општине Седес, једне од управних јединица, Оруга Солун.

## Положај
Накадашња општина Микра, данас се налази у југоисточном делу општине Седес, на граници са округом Халкидики. Простире се југоисточно од обале Термајског залива, па све до северене границе са полуострвом Халкидики. Удаљена је од мора око 170 метара. Њена највиша тачка је на 223 метра надморске висине, одакле се пружа панорамским поглед на Солун, од чијег централног језгра је удаљена 20 км.

## Опис
Микра, данас спада у једну од главних области за насељавање становника Солуна, јер је само 20 км од центра града и по свом положају и развијеној инфраструктури нуди висок квалитет живота.
У том смислу на подручју Микре у поседњих неколико година дошло је до наглог пораста броја становника. Тако да је у овом подручју, последњих година, према најновијем попису у Грчкој, забележена, једна од највећих демографских промена, како у саставу тако и у броју становништва.

## Организација општинске јединице
Општинска јединица се састоји од четири Општинска одељења, који заузимала површину од 80,827 км2, на којој је живело 10.427 становника према попису из 2001, а према попису из 2011. године 18.145. становника. Седиште општинске јединице је Трилофос. У састав општинске заједнице улазе следећа општинска одељења: Трилофос или Замбат (Τρίλοφος) — Плајари (Πλαγιάρι) — Кардија (Καρδία) — Доњи Схолари или Адали (Κάτω Σχολάρι)
 Села, градске заједнице и насеља општинске јединице Микра
| Село или градско одељење | Село, град или друго насеље | Становништво (2011) |
| ------------------------ | --------------------------- | ------------------- |
| Кардија                  | Кардија                     | 3 394               |
| Доњи Схолари             | Доњи Схолари или Адали      | 1 954               |
| Плајари                  | Плајари                     | 5 392               |
| Трилофос                 | Горњи Схолари или Бешишли   | 178                 |
| Трилофос                 | Трилофос                    | 7 227               |
| Укупно: 18 145           |                             |                     |